# Famiano Michelini
Famiano Michelini, (Rome, 1604 – Florence, 1665) est un mathématicien italien du XVIIe siècle.

## Biographie

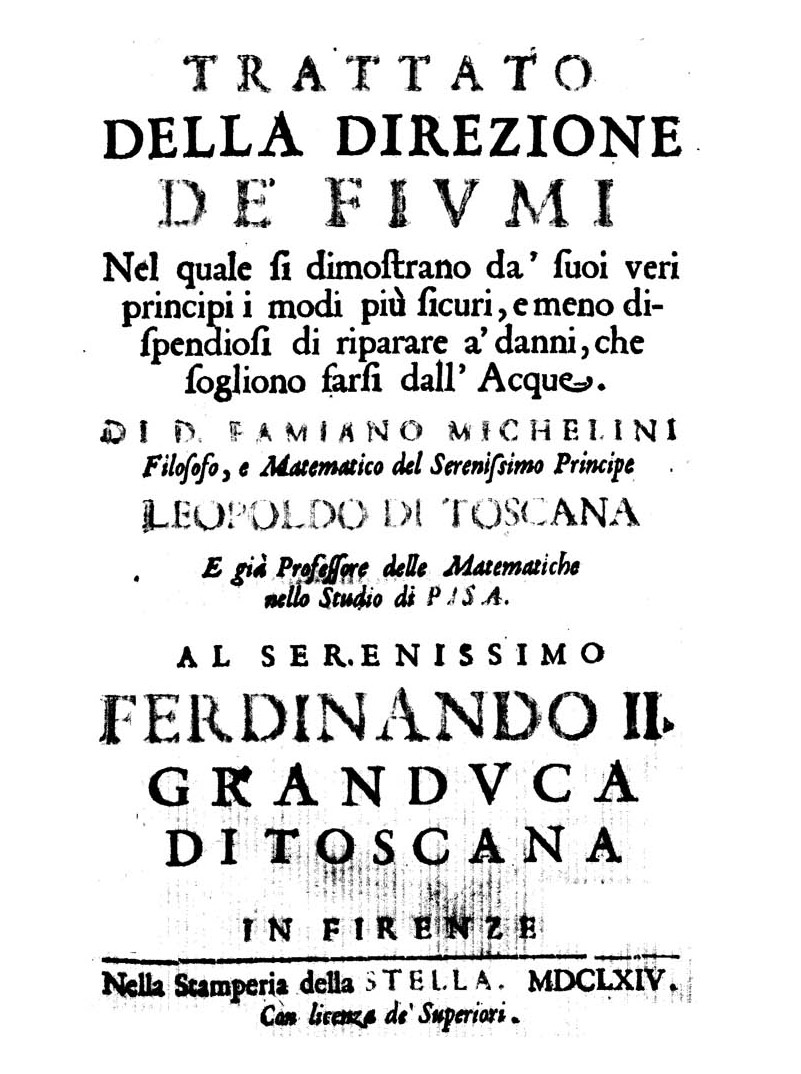
Trattato della direzione de' fiumi, 1664

Famiano Michelini est envoyé à Gênes par l'ordre des frères des écoles pies pour son éducation. Il y étudie les mathématiques avec Antonio Santini. En 1629, il est envoyé par les frères piaristes à Florence où son ordre prévoit d'ouvrir ses premières écoles. Il arrive avec une lettre de présentation de Galilée destinée à Jean-Baptiste Baliani.
Il correspond avec Galilée pendant de nombreuses années, ainsi qu'avec d'autres scientifiques. Il enseigne les mathématiques à Pise de 1635 à 1655, succédant à Vincenzo Reinieri. On le voit pendant ses dernières années comme un vicaire de l'évêque de Patti, en Sicile. De retour à Florence, il devient le mathématicien du cardinal Léopold de Médicis, qui financera son ouvrage.
Il sera l'acteur d'une longue controverse avec Torricelli sur les questions hydrauliques. Bien qu'il ait eu des intérêts pour la médecine et les mathématiques, son principal attrait fut pour l'hydraulique. Beaucoup de questions sur cette controverse restent sans réponse, de même que la raison pour laquelle il ne fut jamais invité à l'Accademia del Cimento.
Il arrive à la cour en 1635 (ses élèves sont les frères de Ferdinand II) et apprend l'astronomie à Léopold de Médicis. Comme tuteur, il est parmi les scientifiques et philosophes proches du prince qui participeront à un prototype d'académie. Il perd la faveur du prince lorsqu'il connait quelques problèmes avec l'Inquisition. Durant les années de résidence surveillée de Galilée à Arcetri, lui et ses élèves restent en contact avec lui.

## Publications
- Trattato della direzione de fiumi, Florence, Stamperia della Stella, 1664. L'ouvrage traite du flux des rivières, des crues et des moyens techniques d'éviter les inondations. Il est réimprimé à Bologne en 1700 et dans la collection des écrivains hydrographes en 1723.